# Chileense presidentsverkiezingen 1866
De Chileense presidentsverkiezingen van 1866 vonden op 15 juni van dat jaar plaats. De verkiezingen werden gewonnen door de kandidaat van de Fusión Liberal-Conservadora, José Joaquín Pérez Mascayano die voor een tweede termijn werd herkozen. 
| Kandidaat | Kandidaat | Kandidaat                    | Partij | Partij                                                        | Stemmen | Percentage |
| --------- | --------- | ---------------------------- | ------ | ------------------------------------------------------------- | ------- | ---------- |
|           |           | José Joaquín Pérez Mascayano |        | Fusión Liberal-Conservadora/Partido Nacional (PN · PL · PCon) | 191     | 88,02%     |
|           |           | Manuel Bulnes Prieto         |        | Partido Conservador (PCon · PN)                               | 15      | 6,91%      |
|           |           | Pedro León Gallo Goyenechea  |        | Partido Radical                                               | 11      | 5,07%      |
| Totaal    | Totaal    | Totaal                       |        |                                                               | 217     | 100%       |

## Bron
- (es)  Elección Presidencial 1866